# Communauté de communes du Malesherbois
La communauté de communes du Malesherbois est une ancienne communauté de communes française située dans le département du Loiret en région Centre-Val de Loire.

## Historique
Un arrêté délimitant le périmètre de la future communauté est publié le 27 mai 2003. La communauté de communes est créée le 23 septembre 2003.
La communauté de communes disparait le 31 décembre 2015 à la suite de la création de la commune nouvelle du Malesherbois qui intègre toutes ses communes et prend en charge ses compétences et son budget.

## Composition
La structure était composée des communes suivantes (toutes du canton de Malesherbes) :
| Nom                 | Code Insee | Gentilé        | Superficie (km2) | Population (dernière pop. légale) | Densité (hab./km2) |
| ------------------- | ---------- | -------------- | ---------------- | --------------------------------- | ------------------ |
| Malesherbes (siège) | 45191      | Malesherbois   | 17,61            | 6 140 (2013)                      | 349                |
| Coudray             | 45106      |                | 12,42            | 384 (2013)                        | 31                 |
| Labrosse            | 45057      | Labrossiens    | 4,09             | 82 (2013)                         | 20                 |
| Mainvilliers        | 45190      |                | 10,30            | 249 (2013)                        | 24                 |
| Manchecourt         | 45192      | Manchecourtois | 16,23            | 684 (2013)                        | 42                 |
| Nangeville          | 45221      | Nangevillois   | 8,59             | 113 (2013)                        | 13                 |
| Orveau-Bellesauve   | 45236      |                | 15,80            | 462 (2013)                        | 29                 |

## Compétences
- Aménagement de l'espace communautaire ;
- Développement économique ;
- Politique du logement et cadre de vie ;
- Protection et mise en valeur de l'environnement ;
- Création, aménagement, entretien de la voirie d'intérêt communautaire ;
- Compétences scolaires : services associés aux écoles, services et actions scolaires, biens immobiliers ;
- Compétences "Enfance / Jeunesse" ;
- Équipements culturels et sportifs d'intérêt communautaire ;
- Protection et mise en valeur de l'environnement ;
- Scolaire ;
- Enfance et jeunesse ;
- Politique d'action sociale.

## Identification

Ancien logo de la communauté de communes.

Identification SIREN : 244500526

## Sources
- Le splaf - (Site sur la Population et les Limites Administratives de la France)
- La base aspic - (Accès des Services Publics aux Informations sur les Collectivités)